# Verborgen subgroepprobleem
Het verborgen subgroepprobleem (HSP) is een onderzoeksthema in de wiskunde en de theoretische informatica. Dit kader omvat problemen zoals ontbinding in priemfactoren, discrete logaritme, grafenisomorfisme en het kortste-vectorprobleem. Het is van bijzonder belang in de theorie van kwantumcomputing omdat het Algoritme van Shor voor priemfactorisatie en discrete logaritmen voorbeelden zijn van HSP voor eindige abelse groepen, terwijl de overige problemen corresponderen met eindige niet-abelse groepen.

## Probleemstelling
Gegeven een groep {\displaystyle G}, een subgroep {\displaystyle H\leq G} en een eindige verzameling {\displaystyle X}, zeggen we dat een functie {\displaystyle f\colon G\to X} de subgroep {\displaystyle H} verbergt als voor alle {\displaystyle g_{1},g_{2}\in G} geldt:
{\textstyle f(g_{1})=f(g_{2})\iff g_{1}H=g_{2}H.}
Met andere woorden: {\displaystyle f} is constant op elke nevenklasse van {\displaystyle H} en verschillend tussen verschillende nevenklassen.
Verborgen subgroepprobleem: Laat {\displaystyle G} een groep zijn, {\displaystyle X} een eindige verzameling en {\displaystyle f\colon G\to X} een functie die een subgroep {\displaystyle H\leq G} verbergt. {\displaystyle f} wordt aangeboden via een orakel dat {\displaystyle O(\log |G|+\log |X|)} bits gebruikt. Bepaal, met gebruik van orakelaanroepen voor {\displaystyle f}, een genererende verzameling van {\displaystyle H}.
Een speciaal geval is wanneer {\displaystyle X} zelf een groep is en {\displaystyle f} een groephomomorfisme is; dan is {\displaystyle H} de kern van {\displaystyle f}.

## Motivatie
Het verborgen subgroepprobleem is in de theorie van kwantumcomputers cruciaal:
- Shor’s algoritme voor priemfactorisatie en discrete logaritmen gebruikt HSP voor eindige abelse groepen.
- Efficiënte kwantumalgoritmen voor HSP op bepaalde niet-abelse groepen zouden efficiënte oplossingen geven voor het grafenisomorfismeprobleem (symmetrische groep) en het unieke SVP in lattices (dihedrale groep).[1][2]

## Kwantumalgoritmen
Voor abelse groepen is er een kwantumalgoritme in tijd polynomiaal in {\displaystyle \log |G|}. Voor willekeurige groepen is oplosbaarheid met polynomiaal aantal orakelaanroepen aangetoond, maar de circuitgrootte kan exponentieel worden. Het bestaan van een volledig efficiënt algoritme voor alle groepen is open. Voor semidirecte producten van abelse groepen bestaan wel efficiënte oplossingen.

### Algoritme voor abelse groepen
Gebaseerd op representatietheorie: karakters (ééndimensionale irréduceerbare representaties) van {\displaystyle G}. De kwantum-Fouriertransformatie over {\displaystyle \mathrm {Z} _{N}} en haar tensorproduct-constructie op {\displaystyle \mathrm {Z} _{N_{1}}\times \cdots \times \mathrm {Z} _{N_{m}}} leveren bij herhaalde metingen in {\displaystyle H^{\perp }} genoeg lineaire voorwaarden om een genererende verzameling van {\displaystyle H} te reconstrueren in polynomiale tijd.

### Belangrijke voorbeelden
| Probleem               | Algoritme               | Abelse groep? | Polyn. tijd? |
| ---------------------- | ----------------------- | ------------- | ------------ |
| Deutsch’s probleem     | Deutsch–Jozsa–algoritme | Ja            | Ja           |
| Simon’s probleem       | Simon-algoritme         | Ja            | Ja           |
| Order finding          | Shor                    | Ja            | Ja           |
| Discrete logaritme     | Shor                    | Ja            | Ja           |
| Period finding         | Shor                    | Ja            | Ja           |
| Abelse stabilisator    | Kitaev’s algoritme      | Ja            | Ja           |
| Grafenisomorfisme      | —                       | Nee           | Nee          |
| Kortste-vectorprobleem | —                       | Nee           | Nee          |